# Ступальская, Антонина Ивановна
Антонина Ивановна Ступа́льская (1906—1988) — советская певица (меццо-сопрано).

## Биография
Родилась в 1906 году. В 1933 году окончила музыкальный техникум. С 1936 года солистка ЛГМАТОБ.

## Оперные партии
- «Иоланта» П. И. Чайковского — Лаура
- «Джоконда» А. Понкьелли — Лаура Адорно
- «Летучий голландец» Р. Вагнера — Мари
- «Пиковая дама» П. И. Чайковского — Полина
- «Евгений Онегин» П. И. Чайковского — Ольга
- «Царская невеста» М. П. Мусоргского — Любаша
- «Снегурочка» Н. А. Римского-Корсакова — Лель
- «Кащей Бессмертный» Н. А. Римского-Корсакова — Кащеевна
- «Дон Карлос» Дж. Верди — Эболи
- «Угрюм река» Д. Г. Френкель — Анфиса

## Награды и премии
- заслуженная артистка РСФСР (1957)
- Сталинская премия второй степени (1951) — за исполнение партии в оперном спектакле «Молодая гвардия» Ю. С. Мейтуса на сцене ЛГМАТОБ